# Emotion (canção de Samantha Sang)
"Emotion" é uma canção composta por Barry e Robin Gibb dos Bee Gees em 1977, conhecida pela interpretação da cantora australiana Samantha Sang, lançada no mesmo ano e que alcançou o terceiro lugar na Billboard Hot 100 em 1978.
Em 2001, a canção voltou a fazer sucesso na interpretação de Destiny's Child, que chegou ao terceiro lugar nas paradas britânicas.

## Histórico
Barry Gibb, dos Bee Gees, conheceu Samantha Sang em 1969, quando ela, cantora na Austrália sob o nome Cheryl Gray, foi para o Reino Unido e assinou com Robert Stigwood, assumindo o novo nome e passando a ser produzida por Gibb. Na ocasião, Barry ofereceu-lhe duas músicas compostas com Maurice Gibb, "The Love of a Woman" e "Don't Let It Happen Again", as quais foram gravadas e lançadas em um single, que, entretanto, não alcançou sucesso.
Em março de 1977, os Bee Gees estavam no estúdio Le Château, em Hérouville, França, gravando músicas para um novo álbum — já que, até então, ainda não tinham sido chamados para fazer a trilha sonora(pt-BR) ou banda sonora(pt) do filme Saturday Night Fever — quando Sang foi até onde eles estavam e pediu a Barry Gibb uma canção para ela gravar, ao que ele respondeu, não muito tempo depois, enviando uma versão demo de "(Our Love) Don't Throw It All Away" composta por Gibb com o tecladista Blue Weaver.
Em abril de 1977, Samantha foi junto dos Bee Gees a Miami, Estados Unidos, onde eles continuaram a gravação das músicas para o filme no Criteria Recording Studios, e lá Barry Gibb lhe ofereceu uma nova canção, "Emotion", para ser gravada no lugar de "(Our Love) Don't Throw It All Away". Há uma versão demo da canção feita pelos Bee Gees.

## Versão de Samantha Sang
Em abril de 1977, Samantha Sang foi até o estúdio Criteria Recording Studios para gravar a canção, sob a produção de Barry Gibb. Gibb chamou músicos dentre os que participaram das gravações do álbum Flowing Rivers, de Andy Gibb, também produzido por ele, além de George Bitzer, da banda Network. Os irmãos Gibb também contribuem para a canção com vocais, os quais são bem proeminentes no refrão, fazendo com que algumas pessoas pensem que a faixa é uma gravação dos Bee Gees. É possível que a participação nas gravações de "Emotion" tenha sido parte de um acordo entre a RSO Records, gravadora deles na época, e a Private Stock, já que a RSO incluiu na trilha sonora do filme Saturday Night Fever a canção "A Fifth of Beethoven", de Walter Murphy, lançada originalmente em 1976 pela Private Stock.
Nas mesmas sessões, Barry Gibb também produziu a gravação, por Sang, da canção "When Love Is Gone". Esta última é um tema composto por Francis Lai para o filme francês Bilitis, de 1977, com letra de Paul Evans, músico nova-iorquino, e Bryan Wells.
O single foi lançado no final de 1977 em todo o mundo; em diversos países da Europa, a canção foi divulgada, erroneamente, como "Emotions". É, até hoje, a canção de maior sucesso da carreira de Samantha Sang, tendo atingido o terceiro lugar na Billboard Hot 100 em 1978.
Como parte da sua promoção, a canção ganhou um videoclipe, o qual foi exibido no programa Top of the Pops, da BBC4, em 2 de março de 1978. No vídeo, Sang caminha entre nuvens enquanto canta. A canção foi, ainda, utilizada na trilha sonora do filme The Stud, de 1978.

### Faixas
| 7" (Private Stock 45178 [EUA] / 11610 [AUS] / PVT 1128 [EUR]) |                     |                     |                   |         |  |
| N.º                                                           | Título              | Letras              | Música            | Duração |  |
| 1.                                                            | "Emotion"           | B. Gibb / R. Gibb   | B. Gibb / R. Gibb | 3:43    |  |
| 2.                                                            | "When Love Is Gone" | P. Evans / B. Wells | F. Lai            | 3:46    |  |
| Duração total:                                                | Duração total:      | Duração total:      | Duração total:    | 7:29    |  |

### Posições nas Paradas
| País / Parada                                            | Posição |
| -------------------------------------------------------- | ------- |
| Estados Unidos — Billboard Hot 100                       | 3       |
| Estados Unidos — Billboard Hot Adult Contemporary Tracks | 5       |
| Estados Unidos — Billboard R&B/Hip-Hop Songs             | 42      |
| Irlanda — Irish Charts                                   | 9       |
| Nova Zelândia — Official NZ Music Chart                  | 1       |
| Reino Unido — UK Singles Chart                           | 11      |
| Suécia — Sverigetopplistan                               | 18      |

### Ficha Técnica
- Samantha Sang — vocal
- Bee Gees — vocais de apoio
- Joey Murcia — guitarra
- George Bitzer — teclados
- Harold Cowart — baixo
- Ron Ziegler — bateria
- Possivelmente, outros.

- Engenharia de áudio: Karl Richardson
- Produção musical: Barry Gibb, Albhy Galuten, Karl Richardson[1]

## Versão de Destiny's Child
Em 2001, "Emotion" foi gravado pelo girl group americano Destiny's Child para o seu terceiro álbum de estúdio Survivor (2001). Produzido e arranjado por Mark J. Feist, apresenta um ritmo mais lento do que o original de Samantha Sang, embora um remix da canção mais produzido pela Neptunes também tenha sido produzido e incluído no álbum de remix da banda This Is the Remix (2002). Feist já havia produzido a música para a cantora filipina Regine Velasquez para seu álbum Drawn em 2003 e usou exatamente a mesma faixa de apoio do Destiny's Child.
Emitido como o quarto single do álbum, a canção continuou mantendo o grupo no top-10 dos Estados Unidos, chegando ao número dez na Billboard Hot 100 em 20 de novembro de 2001. Ele também foi um sucesso no Reino Unido, onde atingiu o pico ficando em terceiro lugar no UK Singles Chart e vendeu mais de 145.000 cópias, e chegou ao top 10 em vários importantes mercados musicais, incluindo Nova Zelândia, Irlanda e Países Baixos.
O single foi acompanhado por um videoclipe dirigido por Francis Lawrence, com um efeito triplo de tela dividida. A música foi frequente em listas de reprodução de estações de rádio durante o rescaldo dos Ataques de 11 de setembro de 2001 e acabou se tornando uma música de tributo à família das vítimas. O grupo também homenageou no Soul Train Music Awards, a falecida cantora de R&B Aaliyah, que morreu em agosto de 2001 em um acidente de avião, com uma apresentação dessa música.
No Brasil, a canção integrou a trilha sonora internacional da novela "As Filhas da Mãe", exibida pela TV Globo entre 2001/2002. Na trama de Silvio de Abreu, a canção foi tema dos personagens "Ricardo" e "Valentine", interpretados por Reynaldo Gianecchini e Lavinia Vlasak.

### Vídeo musical
O videoclipe apresentava um efeito triplo de tela dividida. Rowland à esquerda, Knowles no centro e Williams à direita. Rowland é vista dizendo adeus ao namorado antes de sair em um táxi. Knowles pega o namorado com outra mulher e corre pela casa em lágrimas. Williams está com sua avó, que morreu em sua cama. No final do vídeo, Williams chama as outras integrantes do grupo para sua casa. As três garotas se encontram e se consolam. A tela retorna ao normal.
O clipe de música é apresentado como um vídeo aprimorado nas edições europeias do CD e no DVD exclusivo do Wal-Mart de 2004, intitulado Fan Pack.

### Faixas e formatos
Estes são os formatos e faixas dos principais lançamentos de um único "Emotion".
CD single dos EUA
1. "Emotion" (versão do álbum) – 3:56
2. "8 Days of Christmas" – 3:29

Maxi single europeuCOL 671767 2
1. "Emotion" (versão do álbum) – 3:56
2. "8 Days of Christmas" – 3:29
3. "Emotion" (Calderone Dub Mix) – 6:55
4. "Emotion" (videoclipe) – 3:56

Maxi Single australiano
1. "Emotion" (versão do álbum) – 3:56
2. "Bootylicious" (Rockwilder Remix)
3. "Bootylicious" (M & J's Jelly Remix)
4. "Bootylicious" (Richard Vission's V-Quest Mix)
5. "Bootylicious" (Ed Case Refix)

Single britânico parte 1
1. "Emotion" (versão do álbum) – 3:56
2. "8 Days of Christmas" – 3:29
3. "Emotion" (Maurice's Nu Soul Mix)
4. "Emotion" (videoclipe) – 3:56

Cassete single britânico
1. "Emotion" (versão do álbum) – 3:56
2. "Emotion" (Calderone AM Mix) – 10:13

CD single japonês
1. "Emotion" (versão do álbum)
2. "Emotion" (Maurice's Nu Soul Mix)
3. "Emotion" (Instrumental)
4. "Emotion" (Acapella)

### Desempenho nas paradas
| Chart (2001–2002)                                       | Maior posição |
| ------------------------------------------------------- | ------------- |
| Alemanha (Offizielle Deutsche Charts)                   | 21            |
| Austrália (ARIA)                                        | 17            |
| Áustria (Ö3 Austria Top 75)                             | 28            |
| Bélgica (Ultratop 50 de Flandres)                       | 19            |
| Bélgica (Ultratop 50 da Valônia)                        | 30            |
| Brasil (Associação Brasileira dos Produtores de Discos) | 11            |
| Canadá (Nielsen SoundScan)                              | 11            |
| Escócia (Scottish Singles Chart)                        | 7             |
| Estados Unidos (Billboard Hot 100)                      | 10            |
| Estados Unidos (Billboard Adult Contemporary)           | 23            |
| Estados Unidos (Billboard Dance Club Songs)             | 10            |
| Estados Unidos (Billboard R&B/Hip-Hop Songs)            | 28            |
| Estados Unidos (Billboard Mainstream Top 40)            | 8             |
| Estados Unidos (Billboard Rhythmic)                     | 12            |
| Europa (European Hot 100 Singles)                       | 10            |
| França (SNEP)                                           | 61            |
| Irlanda (IRMA)                                          | 9             |
| Itália (FIMI)                                           | 38            |
| Noruega (VG-lista)                                      | 6             |
| Nova Zelândia (Recorded Music NZ)                       | 2             |
| Países Baixos (Dutch Top 40)                            | 7             |
| Países Baixos (Single Top 100)                          | 10            |
| Reino Unido (UK Singles Chart)                          | 3             |
| Reino Unido (OCC UK R&B)                                | 3             |
| Suécia (Sverigetopplistan)                              | 14            |
| Suíça (Schweizer Hitparade)                             | 21            |

| Chart (2001)                        | Rank |
| ----------------------------------- | ---- |
| Países Baixos (Dutch Singles Chart) | 66   |
| Suécia (Swedish Singles Chart)      | 88   |

| Região                                         | Certificação | Vendas  |
| ---------------------------------------------- | ------------ | ------- |
| Austrália (ARIA)                               | Ouro         | 70,000^ |
| Reino Unido (BPI)                              | Prata        | 310,000 |
| ^distribuições baseadas apenas na certificação |              |         |